# 福希 (阿拉巴馬州)
福希（英語：Foshee）是一個位於美國阿拉巴馬州艾斯康比亞縣的非建制地區。該地的面積和人口皆未知。

## 地理
福希的座標為31°07′01″N 87°13′35″W / 31.11694°N 87.22638°W，而該地最高點為海拔高度36米（即118英尺）。